# Мошнівський охоронна зона
Мошнівський охоронна зона (280) — загальнозоологічний заказник місцевого значення. Об'єкт розташований на території Черкаського району Черкаської області у Мошнівському лісництві,  300 м не доїжджаючи до повороту на звірогосподарство по автомагістралі Р10 Черкаси — Канів (озерце).
Площа — 0,5 га, статус отриманий у 1993 році.